# 阿西茸乡
阿西茸乡，是中华人民共和国四川省阿坝藏族羌族自治州若尔盖县曾经下辖的一个乡。2019年12月，撤销阿西乡、阿西茸乡，设立阿西镇，以原阿西乡和原阿西茸乡所属行政区域为阿西镇的行政区域。

## 行政区划
阿西茸乡撤销前下辖以下地区：
茸戈村、夺巴村、团结村、甲尼村、牙弄村和卓藏村。